# Ruwiki
Ruwiki (em russo: Рувики, romaniz.: Ruviki) é uma enciclopédia online russa. Foi lançada em 24 de junho de 2023 como uma bifurcação da Wikipédia russa, e foi descrita pela mídia como "amigável a Putin" e "compatível com o Kremlin". Um lançamento em grande escala ocorreu em 15 de janeiro de 2024.
O projeto é liderado por Vladimir Medeyko, que estava envolvido anteriormente com o projeto da Wikipédia russa e diretor da Wikimedia Russia. Medeyko supostamente criou o projeto como uma alternativa à Wikipédia russa, que seria mais amigável ao governo russo.
As palavras "рувики" e sua versão em inglês, "ruwiki", são usadas há muito tempo para se referir à Wikipédia russa entre os wikipedistas.

## História
Em 24 de maio de 2023, o diretor de longa data da Wikimedia RU, Vladimir Medeyko, anunciou a Ruwiki como uma bifurcação russa da Wikipedia no site de tecnologia russo Habr. O político russo Anton Gorelkin declarou que o novo site "ruviki" seria hospedado em servidores russos e gerenciado por uma organização russa. Medeyko declarou que a Ruwiki seguirá as leis russas, mas é independente do governo russo.
Os colaboradores russos da Wikipedia ficaram chocados que Medeyko deixou o projeto em que estava envolvido desde 2003, e ficaram ainda mais surpresos quando ele disse que sua razão para sair era criar um concorrente para a Wikipedia em benefício do governo da Rússia. O nome do projeto, Ruwiki, é amplamente usado por colaboradores da Wikipédia em russo e outros projetos da Fundação Wikimedia para se referir à própria Wikipédia em russo, o que atraiu críticas dos wikipedistas. 
No final de maio de 2023, Stanislav Kozlovsky, então diretor executivo da Wikimedia RU, declarou que "qualquer um pode pegar o conteúdo da Wikipédia e usá-lo, é perfeitamente normal. Não é normal usar a autoridade do diretor da Wikimedia RU para esse propósito e fazê-lo em segredo por vários anos".
Em 21 de agosto de 2023, sem mais anúncios, o registro de usuários foi aberto para todos na Ruwiki.
No final de novembro de 2023, cinco novas edições da Ruwiki foram adicionadas: basquir, mari, sakha, tártara e chechena.
Em dezembro de 2023, a Ruwiki assinou um acordo de cooperação de longo prazo com o Museu de Moscou.
Em 28 de dezembro de 2023, seis novas edições do Ruwiki foram adicionadas: altai, tuvana, moksha, udmurte, tchuvache e erzia.
Em abril de 2024, o Ruwiki lançou novas edições nos idiomas buriato, vepes, inguche, calmuco, cómi, cómi-permiano, livvi-carélio e cacassiano com um número total de artigos nas novas seções excedendo 29 mil, a interface do site foi melhorada e portais com materiais para preparação para o Exame Estatal Unificado e o Exame Estatal Básico foram lançados.
Em agosto de 2024, a edição do idioma mari das colinas do Ruwiki foi lançada.
Em outubro de 2024, o portal lançou um mecanismo para formar respostas a perguntas com base na rede neural YandexGPT treinada em artigos do Ruwiki, fornecendo ao usuário informações, referências a artigos de origem relevantes e artigos para uma familiarização mais completa. No mesmo mês, os materiais da Grande Enciclopédia Russa foram incorporados ao portal Ruwiki.

## Política de conteúdo e editorial
A Ruwiki foi criada copiando todos os 1,9 milhões de artigos da Wikipédia russa, bem como vários componentes de mídia do Wikimedia Commons, e itens de dados do Wikidata. No entanto, artigos contendo conteúdo contrário à linha oficial do governo russo foram removidos. As remoções de conteúdo considerado "propaganda antirrussa" incluem a cobertura da Guerra Russo-Ucraniana, a rebelião do Grupo Wagner e críticas a Vladimir Putin.
Em meados de julho de 2023, a Ruwiki ainda não era editável por terceiros. Medeyko declarou que planejava permitir a retomada da edição pública, mas que o conteúdo será examinado por painéis de especialistas. Em agosto de 2023, a Ruwiki estava disponível para edição por todas as contas registradas. A análise do meio de comunicação russo independente Mediazona mostra que a maioria das edições da Ruwiki ocorrem durante o horário de trabalho durante a semana. O Mediazona deduz que equipes de escritores pagos são responsáveis pela atividade editorial da Ruwiki, o que contrasta com o modelo voluntário da Wikipédia.